# Uitvoer (handel)
Uitvoer of export omvat de goederen en diensten die uit een land aan een koper in een ander land worden geleverd. In dat andere land is daarmee sprake van invoer.
Voor de douane en de btw wordt de Europese Unie als één geheel beschouwd en wordt grensoverschrijdende handel niet als uitvoer beschouwd. Men gebruikt het woord intra-communautair.
Voor de statisteken worden de lidstaten van de Europese Unie meestal nog wel als aparte entiteiten beschouwd. 
Zo was Duitsland in 2008 de grootste exporteur ter wereld; het exporteerde in totaal voor 1465 miljard dollar. Nederland stond met 634 miljard dollar op een vijfde plaats.

## Rol van de exporteur
Als exporteur kunnen optreden de producent die zelf zijn producten verzorgt, het onafhankelijke exporthuis dat goederen op de binnenlandse markt koopt om ze voor eigen rekening in de internationale handel te brengen of de exportcommissionair. De onafhankelijke exporteur specialiseert zich meestal in een bepaalde categorie van goederen of werkt in een bepaald land of groep van landen. De positie van de onafhankelijke exporteurs wordt steeds meer bedreigd door het feit dat vele producenten de eigen verkoop in het buitenland waarnemen. De exportcommissionair is een commissionair, gevestigd in de productiecentra en de grote uitvoerhavens, die voor derden als onafhankelijk exporteur optreden.

### Douanetechnische regeling bij uitvoer
Alle communautaire goederen die de Europese Unie verlaten moeten onder de douaneregeling uitvoer worden geplaatst. Dit betreft goederen uit het vrije verkeer van de EU die worden uitgevoerd. Hieronder vallen niet de goederen die onder de douaneregeling passieve veredeling zijn geplaatst.